# Euchristophia meridionalis
Euchristophia meridionalis är en fjärilsart som beskrevs av Inoue 1986. Euchristophia meridionalis ingår i släktet Euchristophia och familjen mätare. Inga underarter finns listade i Catalogue of Life.